# (8640) Ritaschulz
(8640) Ritaschulz (1986 VX5) – planetoida z pasa głównego asteroid okrążająca Słońce w ciągu 4,56 lat w średniej odległości 2,75 au. Odkryta 6 listopada 1986 roku.